# Vzhodnoevropski čas
| vijolična   | Zahodnoevropski čas - WET (UTC±0) Zahodnoevropski poletni čas - WEST (UTC+1) |
| temno modra | Zahodnoevropski čas - WET (UTC±0)                                            |
| rdeča       | Srednjeevropski čas - CET (UTC+1) Srednjeevropski poletni čas - CEST (UTC+2) |
| bež         | Vzhodnoevropski čas - EET (UTC+2) Vzhodnoevropski poletni čas - EEST (UTC+3) |
| rumena      | Kaliningrajski čas - KT (UTC+2)                                              |
| zelena      | Moskovski čas - FET/MT (UTC+3)                                               |

Vzhódnoevrópski čàs (angleško Eastern European Time, EET) je eno izmed imen časovnega pasu, ki je dve uri pred univerzalnim koordiniranim časom. Časovni zamik je ob standardnem času UTC+2 in ob poletnem času UTC+3.
Uporablja se v večini držav v vzhodnem delu Evrope – v Grčiji, na Cipru, v Bolgariji, Romuniji, Moldaviji, Ukrajini, Litvi, Latviji, Estoniji in na Finskem – ter v Siriji, Libanonu in Jordaniji. 
Časovni pas UTC+02:00 uporabljajo tudi:
- Kaliningrajska oblast kot kaliningrajski čas – brez poletnega časa,
- Izrael kot izraelski standardni čas – z razlikami pri preklopu na poletni čas,
- številne afriške države kot srednjeafriški čas (Egipt in Libija ga vseeno imenujeta "vzhodnoevropski čas"),
- države srednjeevropskega časa ob poletnem času.